# María Dolores Martínez Madrona
María Dolores Martínez Madrona (Murcia, Región de Murcia, España, 21 de mayo de 1986) es una árbitra de fútbol español de la Primera División Femenina de España. Pertenece al Comité de Árbitros de la Región de Murcia.

## Trayectoria
Ascendió a la máxima categoría del fútbol femenino español el año 2017, cuando esta fue creada para que la Primera División Femenina de España fuera dirigida únicamente por árbitras. Su categoría en el fútbol masculino corresponde a la Tercera División de España.
El 11 de mayo de 2019 dirigió la final de la Copa de la Reina de Fútbol 2018-19 entre el Atlético de Madrid y la Real Sociedad (1–2), disputada en el Nuevo Estadio de Los Cármenes de Granada.

## Temporadas
| Categoría        | País   | Año   |
| ---------------- | ------ | ----- |
| Primera División | España | 2017- |